# Isaac Cantón
Isaac Cantón Serrano (Argamasilla de Alba, 13 de junio de 1996) es un ciclista español que fue profesional entre 2018 y julio de 2022.

## Trayectoria
Destacó como amateur ganando el Campeonato de España en ruta en categoría sub-23 en 2017.
En julio de 2022 anunció su retirada después de cuatro años y medio compitiendo como profesional.

## Palmarés
- No consiguió ninguna victoria como profesional.

## Equipos
- Kometa[4] (2018-2019)
  - Polartec-Kometa (2018)
  - Kometa Cycling Team (2019)
- Burgos-BH[5] (2020-2021)
- Manuela Fundación Continental (2022)[6]